# Bar-ba-sol
Bar-ba-sol – drugi oficjalny singiel amerykańskiego wokalisty Davida Cooka, zwycięzcy siódmej edycji programu American Idol, pochodzący z albumu David Cook. Został wydany jako podwójna strona A, razem z singlem „Come Back to Me”.

## Informacje
„Bar-ba-sol” został napisany przez Davida Cooka, Danny’ego Grady’ego – lidera amerykańskiej grupy Injected oraz Dana Dixona – lidera zespołu Dropsonic. Utwór wyprodukował Rob Cavallo.
Tekst piosenki mówi o dochodzeniu do siebie po dziwnej, hałaśliwej nocy, podczas której bohater nie wie co się dokładnie zdarzyło. W utworze jest mowa o „zgubionych kluczach”, „krawiących nosach” oraz „stanie fugi”.

## Wydanie
Cook oficjalnie potwierdził, że „Bar-ba-sol” będzie drugim singlem po ukazaniu się w Entertainment Weekly informacji, że utwór zostanie wydany w marcu 2009 roku, razem z „Come Back to Me”. „Bar-ba-sol” nie dostał się jednak na żadną listę przebojów z powodu rzadkiego emitowania singla w radiu oraz małej ilości sprzedanych egzemplarzy.

## Recenzje
Większość opinii na temat utworu była pozytywna.
Leah Greenblatt z Entertainment Weekly stwierdziła, że „Bar-ba-sol” to jedna z bardziej wyróżniających się piosenek na albumie.
Stephen Thomas Erlewine z AllMusic nazwał „Bar-ba-sol” najbardziej hardrockowym i najlepszym kawałkiem z całej płyty.
Dziennikarz Chuck Eddy z magazynu Blender oprócz wydania negatywnej opinii na temat albumu, stwierdził, że mocne „Bar-ba-sol” to „jedyny utwór, w którym Cook napiął jakieś mięśnie”.
Glenn Gamboa z Newsday napisała, że „metalową, miażdżącą piosenką „Bar-ba-sol” Cook twórczo poszerza granice”.